# Hans Vorpeil
Hans Vorpeil (né le 26 février 1937 à Alsdorf et mort le 7 avril 2019) est un homme politique allemand (SPD) et de 1985 à 2005, membre du Landtag de Rhénanie-du-Nord-Westphalie.

## Biographie
Après l'école primaire, Hans Vorpeil termine un apprentissage de monteur. Après avoir réussi l'examen d'ouvrier qualifié, il suit une deuxième formation à la Bergfachschule d'Aix-la-Chapelle, obtient son diplôme d'ingénieur diplômé en génie mécanique dans les mines souterraines, puis  travaille comme directeur des opérations et chef de service à l'Association minière d'Eschweiler jusqu'à la fin de 1992. Il est membre de IG Bergbau, Chemie, Energie.
Hans Vorpeil est marié et a un enfant.

## Politique
Hans Vorpeil est membre du SPD depuis 1972. De 1975 à 1990, il est président de l' association locale SPD Alsdorf-Mitte. De 1979 à 1990, il est président de l'association municipale SPD Alsdorf et membre du conseil d'administration du sous-district SPD d'Aix-la-Chapelle. De 1975 à 1994, il est membre du conseil municipal d'Alsdorf et de 1990 à 1995 membre du conseil d'urbanisme du district administratif de Cologne.
Du 30 mai 1985 au 2 juin 2005, il est membre du Landtag de Rhénanie du Nord-Westphalie. Il est élu directement dans sa circonscription : 1985, 1990 et 1995 dans la 4e circonscription (Aix-la-Chapelle II), en 2000 dans la 3e circonscription (Aix-la-Chapelle I). Pendant la 13e législature, il est vice-président du comité de l'économie, des moyennes entreprises et de la technologie.
Pour l'élection du 14e Landtag de Rhénanie du Nord-Westphalie le 22 mai 2005 Vorpeil se présente à nouveau dans la 3e circonscription (Aix-la-Chapelle I), mais perd face à Alfons-Reimund Billmann (CDU). Sa 75e position sur la liste des États du SPD n'est pas suffisante pour réintégrer le Landtag.

## Engagement bénévole
En plus de ses activités politiques, Hans Vorpeil fait du bénévolat dans de nombreuses associations. Depuis 1985, il est président de l'Association intercommunale pour la formation continue générale et professionnelle e. V. "(VabW) basé à Alsdorf  et depuis 1998 président de l'association" Amis et sponsors du centre médical de l'arrondissement d'Aix-la-Chapelle e. V. "(plus tard" Association des amis et sympathisants du centre médical de la Ville-région Aix-la-Chapelle GmbH e. V. "). De 1979 à 1984, il sert juge à la chambre du jury au tribunal régional d'Aix-la-Chapelle. Par sa participation active à l'association « Bergbaumuseum Grube Anna II e. V.», il reste étroitement lié à sa profession savante de mineur.
Hans Vorpeil est également membre actif dans l' organisation de protection des travailleurs Alsdorf-Burg, dans l '«Association pour la promotion des enfants et des adultes handicapés e. V. », dans l '« Association pour les enfants handicapés d'apprentissage d' Eschweiler »et avec les« Amis de la nature », groupe local Herzogenrath-Merkstein.

## Honneurs
En mars 2006, Hans Vorpeil reçoit la médaille Kurt Koblitz par le sous-district SPD d'Aix-la-Chapelle pour son engagement social. Le 21 janvier 2009, il est fait chevalier de l'Ordre du Mérite de la République fédérale d'Allemagne des mains de l'administrateur de l'arrondissement Carl Meulenbergh dans le bâtiment de l'arrondissement d'Aix-la-Chapelle. Le 20 janvier 2012, le maire Alfred Sonders lui accorde la citoyenneté d'honneur de la ville d'Alsdorf dans le cadre de la réception du Nouvel An.